# Wendell Brown
Wendell Brown es un científico informático, empresario e inventor estadounidense, conocido por sus innovaciones en telecomunicaciones y tecnología de internet, seguridad informática, desarrollo de aplicaciones para teléfonos inteligentes, y el Internet de Cosas. Brown ha fundado diversas notables compañías de tecnología, incluyendo Teleo, LiveOps e eVoice.

## Emprendedor
Brown es considerado un pionero de la economía informal y la industria de la mano de obra virtual de trabajo en el hogar, habiendo sido cofundador de LiveOps en calidad de su presidente y director de tecnología en 2002. LiveOps diseña soluciones de call centers y gestión de redes sociales para empresas como Coca Cola, Pizza Hut, e eBay. A partir de julio de 2016, LiveOps contrató al plantel más grande de todo el mundo de agentes de llamadas trabajando desde su casa, con más de 20.000 trabajadores, y su plataforma en la nube había procesado más de mil millones de minutos de interacciones de servicio al cliente.
En 2015, Brown fundó la compañía de seguridad cibernética Averon, que desarrolla soluciones de verificación de identidad sin fricción basadas en tecnologías móviles. Averon presentó su concepto de solución de ciberseguridad en el escenario principal de la Conferencia TED en Vancouver, Canadá, en marzo de 2016. Telefónica ha anunciado una alianza tecnológica con Averon.
En 2011, Brown cofundó Nularis, una desarrolladora de tecnología de iluminación LED de alta eficiencia que provee franquicias globales, incluyendo los Hyatt Hotels, Four Seasons Hotels y The Coffee Bean & Tea Leaf.
En 2006, Brown cofundó Teleo, un competidor temprano de Skype, donde creó aplicaciones VoIP que permiten a los usuarios hacer y recibir llamadas telefónicas a través de Internet. Teleo fue adquirida por Microsoft y se convirtió en parte del grupo Microsoft MSN en 2006.
Como cofundador y presidente de eVoice, Brown creó en 2000 la plataforma de correo de voz eVoice, el primer sistema de correo de voz a gran escala del mundo habilitado para Internet. Inventó técnicas como voicemail-to-email, correo de voz visual, e identificación de llamadas mejorada , innovaciones que son consideradas como algunas de las primeras "apps" y que luego fueron implementadas por Google Voice y Apple. eVoice proveyó soluciones de correo de voz a AT&T, MCI, AOL y compañías telefónicas regionales. eVoice fue adquirida por AOL Time-Warner en 2001 y se convirtió en parte del grupo de servicios de voz de AOL.
En 2002, Brown fue reconocido por la revista de tecnología MicroTimes como uno de los 100 principales ejecutivos de la industria de la computación en Estados Unidos.
Como inversor ángel de Silicon Valley, Brown ha ayudado a recaudar fondos para importantes startups como Appeo, ADISN, MOEO, y IronPort, que fue adquirida por Cisco Systems en 2007 por US$830 millones.

## Desarrollador de Software

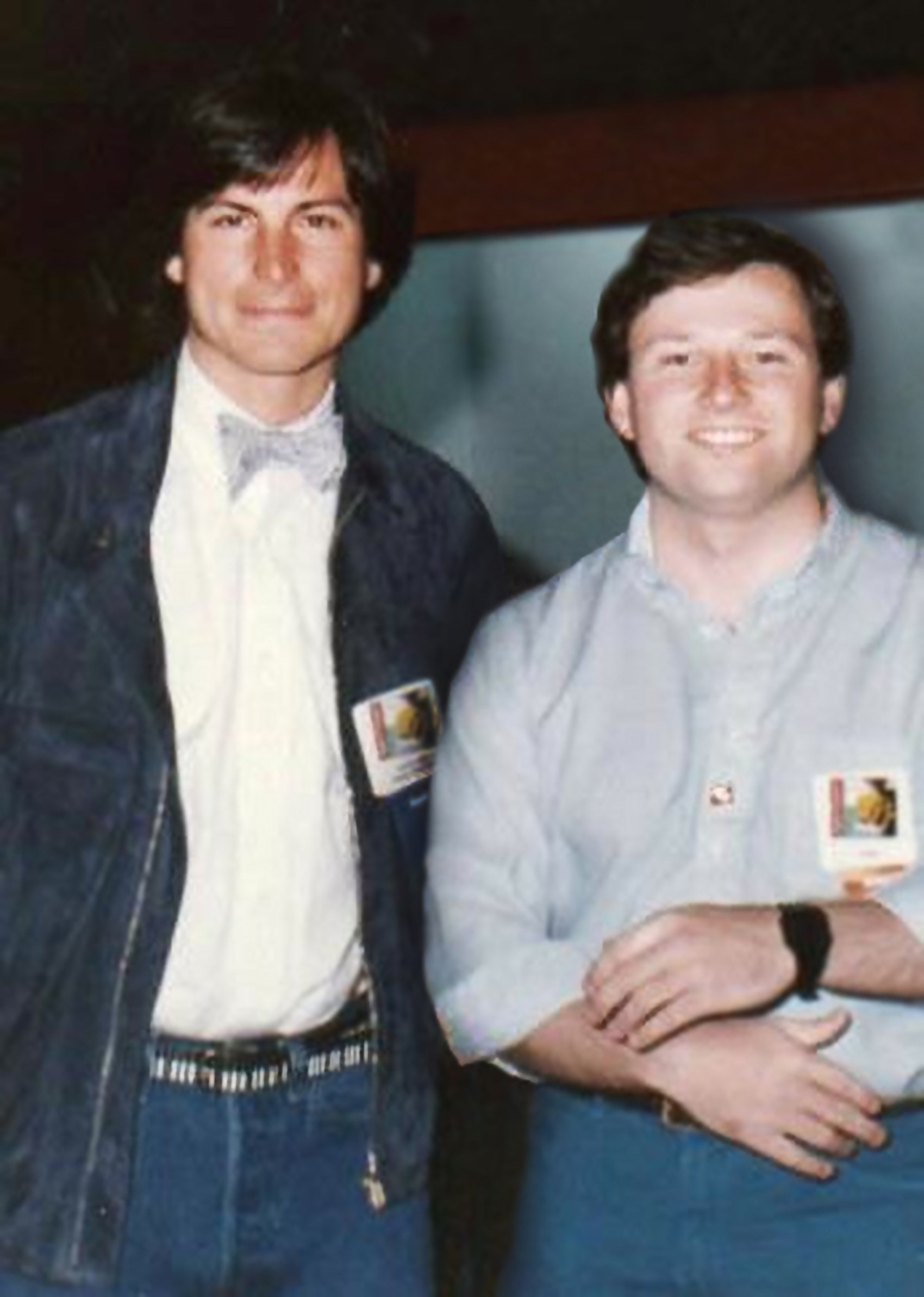
Steve Jobs junto a Brown durante el lanzamiento del software Hippo-C para Macintosh, desarrollado por Brown, en enero de 1984.

Como uno de los primeros creadores de software de seguridad cibernética, Brown fundó WalkSoftly en 1996, la cual lanzó los primeros programas de ciberseguridad para PC en el mercado masivo. En 1997, Brown desarrolló el innovador paquete de seguridad de Internet de WalkSoftly llamado Guard Dog, que fue reconocido por la Asociación de Editores de Software como uno de los 4 productos de seguridad más innovadores de la década de 1990, y señalado por PC Data como uno de los 10 productos minoristas de software de seguridad más vendidos de todos los tiempos. WalkSoftly fue adquirido por CyberMedia Inc. en 1997.
Brown fundó Hippopotamus Software en la década de 1980, uno de los primeros desarrolladores de software para Apple Macintosh. El compilador Hippo-C C de Brown era un entorno líder de desarrollo de software para sistemas informáticos Mac y Atari ST.
Brown es conocido entre los fanáticos de los videojuegos clásicos por su diseño y programación para Imagic de varios de los juegos más vendidos, incluyendo La Guerra de las Galaxias para ColecoVision, La Bella y la Bestia, Nova Explosión, y Moonsweeper para Mattel Intellivision.
A mediados de la década de 1980, Brown desarrolló ADAP SoundRack, un sistema pionero de grabación de audio directo a disco, que reemplazó el método tradicional de edición de sonido mediante el empalme de cintas. ADAP se usó para crear y editar bandas sonoras de películas y programas de televisión de Hollywood, incluyendo Nacido el 4 de Julio, Querida, encogí a los niños, Duro de Matar, El Show de Cosby, Falcon Crest, y el episodio piloto de Beverly Hills 90210. ADAP fue utilizado para la grabación de artistas como Peter Gabriel, Fleetwood Mac, The Pointer Sisters, Mötley Crüe, David Bowie y Natalie Cole, entre otros. Utilizando su tecnología ADAP, Brown brindó consultoría sobre proyectos de sonido para The Walt Disney Company y Toshiba, y luego trabajó como experto en criptografía de telecomunicaciones para National Semiconductor, ayudando a desarrollar implementaciones de hardware de algoritmos DS3.

## Inventor
En enero de 2012, el Foro Económico Mundial en Davos reconoció los inventos de Brown en materia de eficiencia energética, al nominarlo para el Technology Pioneer Award. Las innovaciones de Brown en aplicaciones para teléfonos inteligentes ganaron el premio CTIA Smartphone Emerging Technology Award, en mayo de 2012. Las tecnologías de telecomunicaciones de Brown han sido utilizadas para conectar más de mil millones de minutos de llamadas telefónicas y se utilizan en millones de cuentas de correo de voz.
Brown ha creado decenas de inventos patentados en EE. UU. y otros países, en los campos de ciberseguridad, telecomunicaciones, apps para teléfonos móviles, fuerza de trabajo virtual, vehículos eléctricos, iluminación LED, cámaras 3D, combustibles renovables y distribución de música en línea.
En 2008, Brown inventó WebDiet, un método que utiliza los teléfonos móviles para contabilizar el consumo de alimentos para mejorar la salud. La app WebDiet fue reconocida como la primera en contar calorías y automatizar la orientación para las comidas.

## Primeros años y Educación
Brown creció en la ciudad de Oneonta, Nueva York, donde se graduó del Oneonta High School. Mientras estaba en la escuela secundaria, Brown comenzó a programar y vender sistemas informáticos personales, y publicó su primer artículo sobre informática en Byte (revista). En 2013, fue homenajeado con una placa permanente en el Muro de Distinción del Oneonta High School por sus logros en los negocios y la tecnología.
Brown se graduó de Universidad de Cornell en 1982, al obtener una licenciatura en Ciencias en Ingeniería Eléctrica y Ciencias de la Computación. Mientras estaba en Cornell, le fue otorgada una beca de licenciatura en Ciencias de Hughes Aircraft.

## Filantropía
Entre los compromisos filantrópicos de Brown se incluyen la dotación de una beca nombrada en la Soka University of America (Aliso Viejo, California), apoyo al Laboratorio de Seguridad Aeronáutica y la biblioteca Embry-Riddle's Aeronautical University, y el patrocinio privado de estudiantes de América del Sur con necesidades.
Desde hace mucho tiempo, es miembro colaborador de la Campaña de Derechos Humanos para el avance de los derechos civiles del colectivo LGBT, y de las organizaciones globales de servicio a los Judíos.

## Vida privada

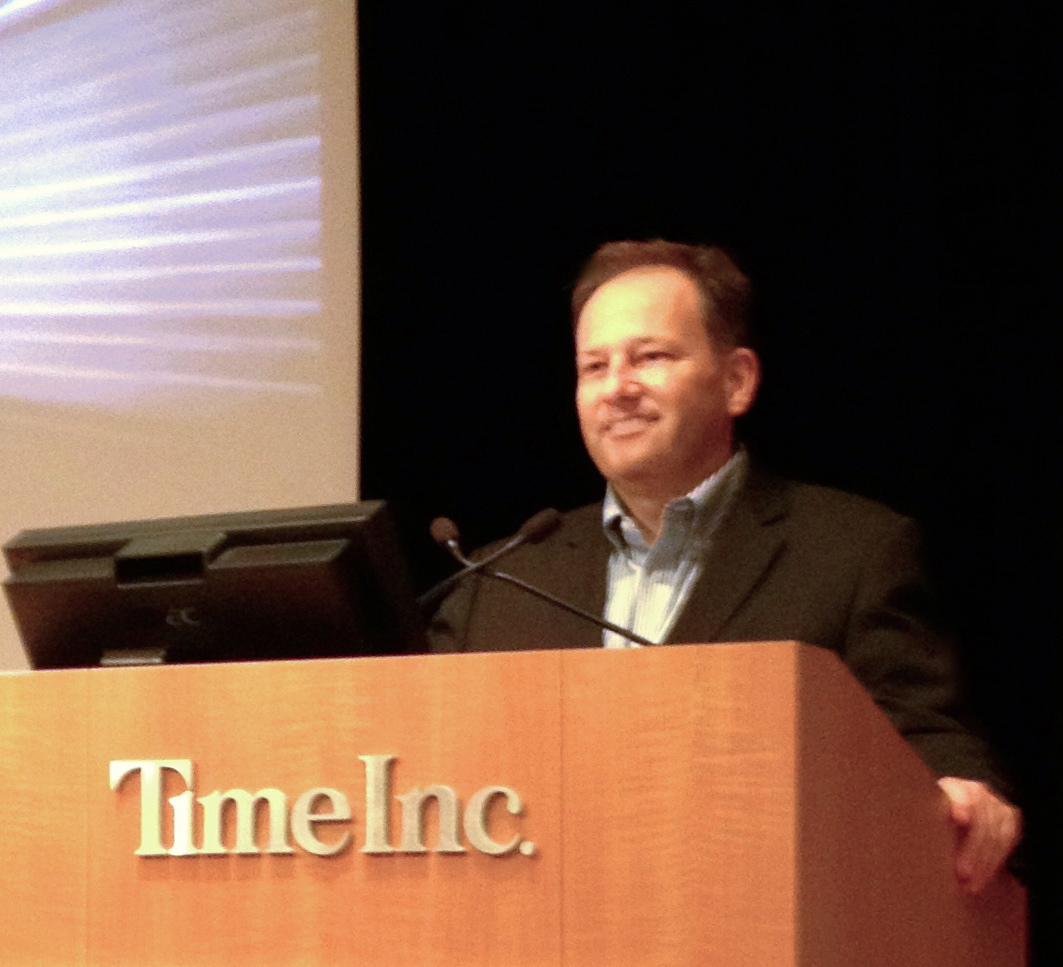
Brown disertando en TIME en la ciudad de Nueva York, 2012.

Brown participa como orador, jurado en materia de tecnología y asesor en diversas comunidades, incluida la Conferencia de Israel, el Foro Económico Mundial, TED (conferencia), Google y MIT Hackathons, Conferencias Digital Life Design Múnich y DLD Tel Aviv, la Web Summit de Dublín, TechCrunch, CTIA - The Wireless Association, AlwaysOn ("Networking the Global Silicon Valley"), El Financiero (Bloomberg), las Mita Institute Tech Talks.
Brown es miembro del comité asesor del Progressive X Price para la innovación de los automóviles, incluido el desarrollo de nuevas tecnologías de combustibles y de automóviles eléctricos, asesor del MITA Institute Venture Fund, además de asesor de Gener8, una compañía estereoscópica de películas en 3D, con créditos cinematográficos que incluyen El asombroso Hombre Araña y Harry Potter y las Reliquias de la Muerte: Parte 2.
Brown es piloto privado con licencia y se encuentra activo en el desarrollo de nuevos diseños de aviones, cohetes y vehículos eléctricos.
.
.
.